# نوزاد برفی

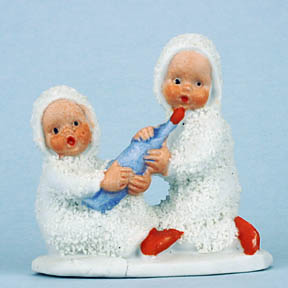
یک قطعه نوزاد برفی ۲ اینچی دهه ۱۹۲۰

نوزاد برفی (انگلیسی: Snow baby) تندیسک کوچکی‌ست، معمولاً از یک بچه که زوایایی از کریسمس یا ورزش زمستانی را به تصویر می‌کشد. نوزاد برفی سنتی از پرسلان بدون لعاب (چینی حرارت‌دیده (بیسک)) ساخته شده‌است و بچه‌ای را نشان می‌دهد که لباس برفی پوشیده‌است. لباس خودش با قطعات ریزی از بیسک خرد شده پوشیده‌است که ظاهری شبیه برف یخ‌زده را ایجاد می‌کند. تندیس‌های شخصیت‌های دیگری همچون بابا نوئل، الوز و حیواناتی همچون پنگوئن‌ها و خرس‌های قطبی.
قدیمی‌ترین نوزادان برفی در آلمان دهه ۱۸۹۰ تولید شدند، و به‌طور کلی کاملاً سفید هستند همراه با صورت رنگ شده یا رنگی شده با مداد رنگی. با آغاز جنگ جهانی اول تولید آن قطع شد و زمانی که با پایان جنگ تولید آن مجدد آغاز شد نوزادان برفی جزئیات بسیار کمتری در چینی و محصول نهایی داشتند. در دهه ۱۹۲۰ تولیدکنندگان ژاپنی کپی‌های نوزاد برفی را تولید کردند گرچه آنها به‌طور کلی کیفیت پایین‌تری نسبت به نسخه‌های آلمانی داشتند. در اواخر دهه ۱۹۸۰ یک شرکت آلمانی به نام ساختمان ۵۶ خط جدید از تولید این محصول را در تایوان آغاز کرد.